# Alfred Gwynne Vanderbilt II

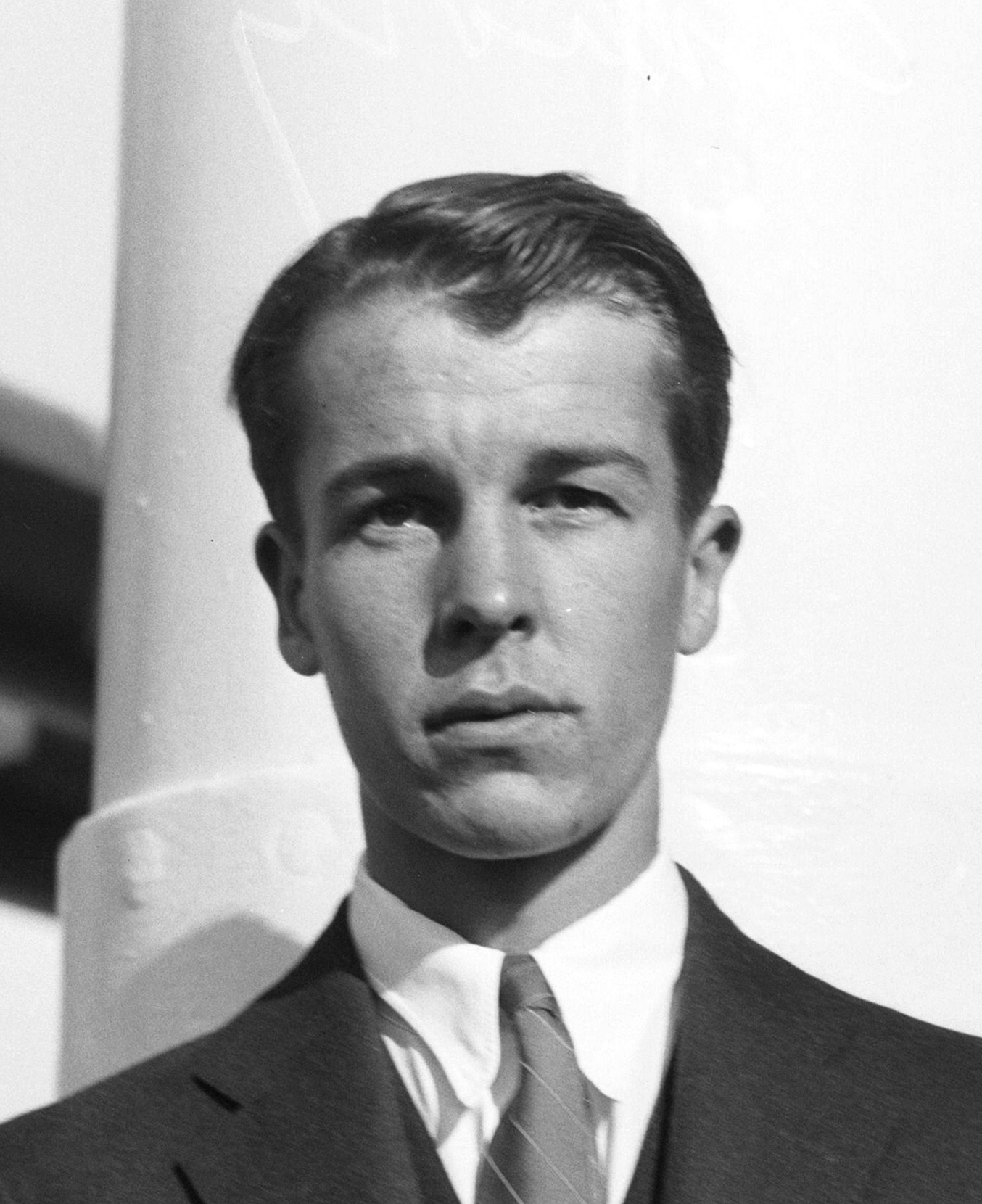
Alfred Gwynne Vanderbilt II

Alfred Gwynne Vanderbilt II (Londen 22 september 1912 - Mill Neck, New York 12 november 1999) was een lid van de steenrijke Amerikaanse familie van Nederlandse afkomst Vanderbilt.
Hij was de zoon van Alfred Gwynne Vanderbilt en Margaret Emerson. Zijn overgrootvader William Henry Vanderbilt was de rijkste man ter wereld geweest en ook zijn grootvader Cornelis Vanderbilt II was de rijkste man ter wereld in zijn tijd, maar ook zijn moeder was van rijke afkomst en bezat zeven landgoeden. Voor zijn 21e verjaardag kreeg hij van zijn moeder een paardenfokkerij in Glyndon Maryland genaamd "Sagamore Farm". Hij nam met zijn paarden succesvol aan veel races deel. Het werd ook zijn beroep. Dit werd onderbroken door de Tweede Wereldoorlog toen hij als kapitein van een patrouilleboot in de Stille Oceaan diende en werd onderscheiden met een zilveren ster wegens moed. Hij werd dan ook voorzitter van New York Racing Association van 1971 tot 1975. Hij overleed in het harnas op 87-jarige leeftijd, terwijl hij 's ochtends naar de paardentrainingen keek. 
Alle andere familietakken van de Vanderbiltfamilie zijn in mannelijke lijn uitgestorven en van hem stammen de nieuwste generaties af. Hij kreeg zeven kinderen, namelijk Wendy Vanderbilt Lehman (1939-2016); Heidi Vanderbilt (1948); Alfred Gwynne Vanderbilt III (1949); Nicholas Harvey Vanderbilt (1958–1984); Victoria Emerson Vanderbilt (1959), Michael Dagget Vanderbilt (1967) en Thomas Percy Cornelius Vanderbilt (1971). Alfred was 3 keer getrouwd en wel met Manuela Hudson (huwelijksjaren 1938–1942), Jeanne Murray (1945–1956) en Jean Harvey (1957–1975).